# A.J. Walton
Anthony Lamont Walton, detto A.J. (Little Rock, 28 dicembre 1990), è un cestista statunitense.

## Palmarès
- Coppa della Repubblica Ceca: 1

Decin: 2023